# Iniezione letale

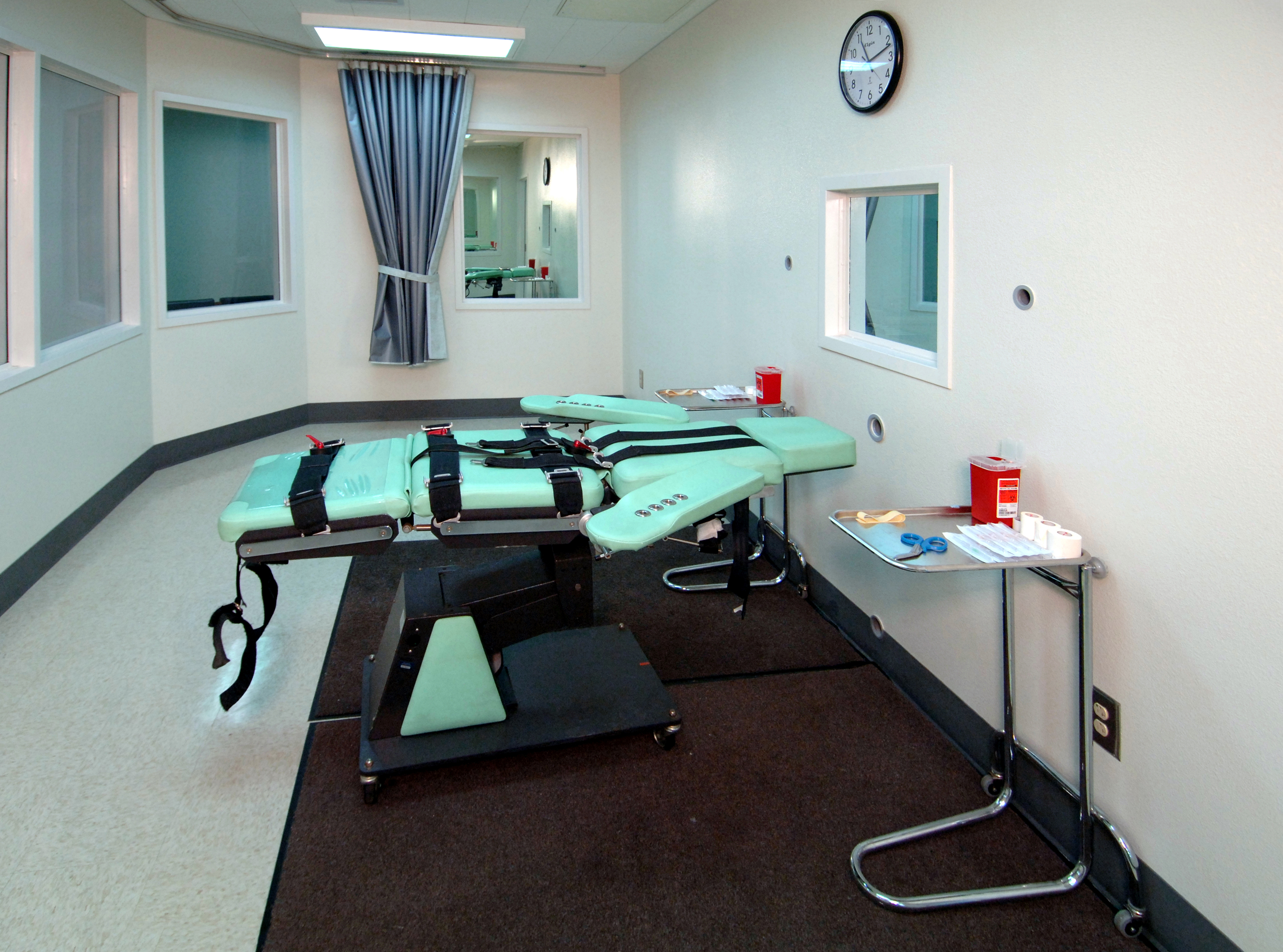
La stanza dove veniva praticata l'iniezione letale nel carcere di San Quintino, in California.

L'iniezione letale è uno strumento per l'esecuzione delle condanne a morte, utilizzato in vari stati odierni, tra cui gli Stati Uniti d'America, per eseguire la condanna capitale decretata dalla giuria e formalizzata dal giudice al condannato. Fu introdotta per la prima volta in Oklahoma e nel Texas, e in quest'ultimo avvenne la prima esecuzione il 7 dicembre 1982 quando fu giustiziato Charles Brooks.
Dal 1996 l'iniezione letale è entrata anche nella costituzione della Repubblica Popolare Cinese e, nel 1998, se ne è avuto il primo utilizzo dopo che nei due anni precedenti alcuni ricercatori cinesi ne hanno studiato il metodo più efficace per eseguirla; oggi molte delle condanne capitali sentenziate in Cina avvengono con questo sistema. Tale metodo è adottato anche dal Guatemala e da Taiwan.

## Metodo di esecuzione
Il condannato viene condotto in una stanza, quindi viene legato a un lettino con le braccia divaricate.
Successivamente viene incannulata una vena del condannato con un ago collegato alla camera del boia (una stanza adiacente a quella del condannato); quest'ultimo inietterà con una siringa nel tubo tre differenti sostanze in sequenza, tra una sostanza e l'altra il boia inietta una soluzione a base di cloruro di sodio, in modo che le sostanze letali non si mischino tra loro e non formino particelle solide nei tubi, ostruendoli.
La prima sostanza iniettata è una dose molto elevata di anestetici (pentothal o pentobarbital), che hanno lo scopo di sedare il condannato. La seconda sostanza iniettata è Pavulon (nome commerciale del pancuronio) che ha   funzione di bloccante neuromuscolare paralizzando il diaframma, impedendo quindi la respirazione. La terza sostanza iniettata è cloruro di potassio, che provoca l'arresto cardiaco in un intervallo che può variare dai 5 ai 15 minuti.
     Stati che utilizzano solamente l'iniezione letale;
     Stati che utilizzano principalmente l'iniezione letale;
     Stati che hanno usato l'iniezione letale ma oggi non più;
     Stati che hanno adottato l'iniezione letale ma non è mai stata usata;
     Stati che non hanno mai utilizzato questo sistema.

L'iniezione letale negli USA:
Stati che utilizzano solamente l'iniezione letale;
Stati che utilizzano principalmente l'iniezione letale;
Stati che hanno usato l'iniezione letale ma oggi non più;
Stati che hanno adottato l'iniezione letale ma non è mai stata usata;
Stati che non hanno mai utilizzato questo sistema.

L'Ohio ha introdotto l'uso di altri farmaci (pentothal per via endovenosa, midazolam e idromorfone in via intramuscolare), adottato poi da altri Stati, come la Florida.
Nel Texas è invece ancora usato il vecchio protocollo. In seguito alla carenza di pentothal, dovuto al rifiuto delle aziende europee produttrici di fornirlo per questo utilizzo, dopo che l'unica azienda statunitense ha smesso di produrlo, è stato adottato il pentobarbital, usato anche per l'eutanasia animale. 
Nel 2014 è stato sperimentato l'uso di soli midazolam e idromorfone per via endovenosa, che ha provocato problemi durante la procedura e molta sofferenza al condannato. Per questo la corte d'appello della California, seguita da altri Stati, ha decretato un divieto temporaneo di esecuzione, fino a che non ci si fosse accordati sulla nuova miscela da usare.
È attualmente previsto che, se le sostanze non sono disponibili entro 30 giorni dalla data fissata per l'esecuzione, la condanna vada eseguita in altro modo.

## Controversie
Alcuni esperti sostengono che l'iniezione letale sia "la più umana tra le condanne a morte", considerando che il periodo di sofferenza del condannato è ridotto al minimo.
Altre complicazioni possono insorgere se le componenti letali non sono ben dosate o non si combinano tra loro nel tempo previsto: in questo caso i composti possono precipitare e ostruire le vene, rallentando il processo e causando dolore al condannato. 
L'ipnotico deve agire in fretta, o il prigioniero corre il rischio di essere ancora cosciente mentre il diaframma si paralizza. La dose letale di barbiturici viene ritenuta poco efficiente perché allunga i tempi (è usata principalmente nell'eutanasia umana e nel suicidio assistito), per cui vengono aggiunti altri farmaci.
Una particolare attenzione è rivolta a coloro che devono eseguire l'iniezione letale. I giuristi americani si sono posti la domanda «Chi potrebbe sopportare il peso di aver ucciso qualcuno nonostante gli sia conferita questa competenza dall'ordinamento giuridico?». Gli Stati Uniti hanno risolto in modo molto pratico la questione: durante il procedimento di esecuzione tre boia sceglieranno una delle tre siringhe, delle quali una sola ha un contenuto letale. La pratica richiama quella in cui, nelle fucilazioni, uno o più membri del plotone ha il fucile a salve, e nessuno è certo che il colpo letale sia partito dal proprio fucile. 

## Condannati celebri
- James Autry: condannato a morte con questo sistema nel novembre 1983, l'esecuzione fu inizialmente sospesa a causa del suo stato cosciente. Durante il secondo tentativo, avvenuto il 14 marzo 1984 Autry morì dopo 10 minuti di agonia.
- John Wayne Gacy
- Joseph Roger O'Dell III, giustiziato il 24 luglio 1997. Per salvarlo si mobilitò l'opinione pubblica in Italia, e intervenne anche Papa Giovanni Paolo II.
- Karla Faye Tucker
- Derek Rocco Barnabei
- Stanley Williams
- Teresa Lewis
- Aileen Wuornos
- Marvin Wilsons
- Timothy McVeigh
- Dominique Green
- Charles Brooks, primo a essere giustiziato con questo metodo il 7 dicembre 1982.
- Lisa M. Montgomery, giustiziata nel gennaio 2021